# క
Cette page contient des caractères spéciaux ou non latins. S’ils s’affichent mal (▯, ?, etc.), consultez la page d’aide Unicode.
క, appelé ka ou kakaramu et transcrit k, est la première consonne de l’alphasyllabaire télougou. C'est une consonne vélaire.

## Utilisation
Le క est prononcée [ka] ou [k].

## Représentations informatiques
Ses Unicode sont :
| formes | représentations | chaînes de caractères | points de code | descriptions                                |
| ------ | --------------- | --------------------- | -------------- | ------------------------------------------- |
| pleine | క               | క                     | U+0C15         | lettre télougou ka                          |
| morte  | క్               | క◌్                    | U+0C15 U+0C4D  | lettre télougou ka, symbole télougou virâma |